# カイロプラクティック教育機関の一覧
カイロプラクティック教育機関の一覧（カイロプラクティックきょういくきかんのいちらん）は、世界カイロプラクティック連合による2009年10月29日に発表された教育機関の一例。世界各国に存在する世界保健機関のガイドラインに準拠したカイロプラクティック専門の教育機関である。

## オーストラリア
- マッコーリー大学
- マードック大学
- RMIT大学
- セントラルクイーンズランド大学

## ブラジル
- フィバーレセントラル大学
- アンヘンビーモルンビー大学

## カナダ
- ケベック大学トロワ・リヴィエール校
- カナディアンメモリアル・カイロプラクティック・カレッジ

## デンマーク
- 南デンマーク大学

## フランス
- フランコユーロピアン・カイロプラクティック・インスティチュート

## 日本
- 東京カレッジ・オブ・カイロプラクティック

## マレーシア
- 国際医療大学

## メキシコ
- エスタタル・デル・バジェ・デ・エカテペック大学
- エスタタル・デル・バジェ・デ・トゥルーカ大学

## ニュージーランド
- ニュージーランドカレッジ・オブ・カイロプラクティック

## 韓国
- 韓瑞大学校

## 南アフリカ
- ダーバン工科大学
- ヨハネスブルグ大学

## スペイン
- エル・エスコリアル・マリア・クリスティーナ王立大学センター
- バルセロナカレッジ・オブ・カイロプラクティック

## スイス
- チューリッヒ大学

## イギリス
- アングロユーロピアン・カレッジ・オブ・カイロプラクティック
- サウスウェールズ大学

## アメリカ
- クリーブランド・カイロプラクティック・カレッジ
- デュービルカレッジ
- ライフ大学
- ライフカイロプラクティック・カレッジ・ウェスト
- ローガン大学
- ナショナル健康科学大学
- ニューヨークカイロプラクティック・カレッジ
- ノースウェスタン健康科学大学
- パーマー・カレッジ・オブ・カイロプラクティック
- パーマー・カレッジ・オブ・カイロプラクティック - Florida
- パーマー・カレッジ・オブ・カイロプラクティック - West
- パーカー大学
- シャーマンカレッジ・オブ・カイロプラクティック
- 南カリフォルニア健康科学大学
- テキサスカイロプラクティック・カレッジ
- ブリッジポート大学
- ウェスタンステーツ大学